# Grand Isle (Maine)
Pour les articles homonymes, voir Grand Isle.
Grand Isle ou Lille est une ville américaine située dans le comté d'Aroostook, dans l’État du  Maine. En 2005, sa population s’élevait à 546 habitants.

## Histoire
Grand-Isle est l'une des localités organisatrices du Ve Congrès mondial acadien en 2014.
Depuis 1983, existe à Grand Isle le Musée Culturel du Mont-Carmel qui présente au public de nombreux objets divers de la vie quotidienne du peuple acadien depuis l'époque de l'Acadie. Le musée est situé dans l'ancienne église Notre-Dame du Mont-Carmel de Grand-Isle. Cet édifice religieux est enregistré dans le Registre national des lieux historiques depuis 1973.

## Source
- (en) Cet article est partiellement ou en totalité issu de l’article de Wikipédia en anglais intitulé « Grand Isle, Maine » (voir la liste des auteurs).